# 4.ª Brigada Acorazada Independiente (Ucrania)
La 4.ª Brigada de Tanques (en ucraniano: 4-та окрема танкова бригада) es una unidad militar blindada del Cuerpo de  reserva de las Fuerzas Terrestres de Ucrania. El nombre completo de la unidad es 4ª Brigada Independiente de Tanques «Iván Vihovski».

## Historia

### Formación
La brigada se formó a fines de 2017. Fue creado para actuar como reserva de las 2 Brigadas de Tanques activas de Ucrania, la 1.ª Brigada de Tanque y la 17.ª Brigada de Tanques. Está armado con tanques T-64 y T-72. En julio de 2018, la Brigada tuvo su etapa final de preparación para el combate en la base de entrenamiento de Honcharivske, sede de la 1.ª Brigada de Tanques.

## Guerra Ruso-Ucraniana

### 2019
En septiembre de 2019, la Cuarta Brigada fue enviada a la Zona de Operación de Fuerzas Conjuntas. La brigada fue enviada para apoyar a las 72ª Brigada Mecanizada y 36ª Brigada Independiente de Infantería de Marina. Estaba equipado con T-72, T-64BM Bulat, BMP-2 y varias piezas de artillería.
Las unidades de la Brigada realizaron un ejercicio conjunto en octubre de 2019. Durante el ejercicio, la Cuarta Brigada se trasladó a un río. Cruce organizado de sus equipos, apoyado por helicópteros de ataque. Luego atacó las posiciones enemigas sospechosas.

### Invasión rusa de Ucrania

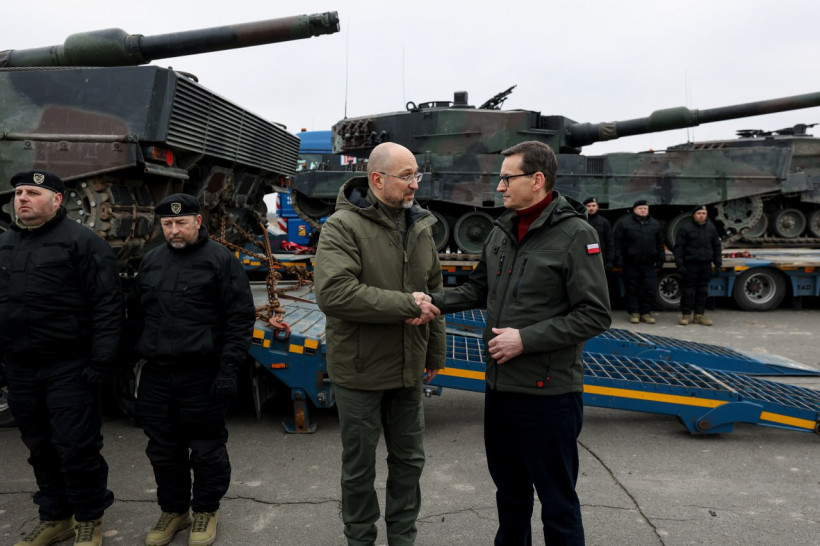
El primer ministro ucraniano, Denís Shmihal, y el primer ministro polaco, Mateusz Morawiecki, saludándose en Kiev el 24 de febrero de 2023 con motivo de la entrega de los primeros 4 Leopard 2A4 polacos con carristas ucranianos de la 4.ª Brigada entrenados por el ejército de Polonia.

Cuando el 24 de febrero de 2022, Rusia invadió Ucrania, la unidad fue enviada para ayudar a defender la parte nororiental del país. La 4.ª Brigada de Tanques participó en la Batalla de Járkov. La brigada participó en la Contraofensiva del este ucraniano y se desplegó en el área de Slóviansk-Kramatorsk como unidad de reserva. En mayo se colocó al sur de Izium.

## Estructura actual
A partir de 2022, la estructura de la brigada es la siguiente:
- Cuartel General de Brigada y Compañía del Cuartel General
- 1.er Batallón de Tanques
- 2.º Batallón de Tanques
- 3.er Batallón de Tanques
- Batallón Mecanizado
- Grupo de Artillería de Brigada
  - Cuartel general y Batería de adquisición de objetivos
  - Batallón de Artillería Autopropulsada (2S3 Akatsiya)
  - Batallón de Artillería Autopropulsada (2S1 Gvozdika)
  - Batallón de artillería de cohetes (BM-21 Grad)
- Batallón de Artillería de Misiles Antiaéreos
- Batallón Logístico

## Antiguos Comandantes
- Coronel Oleh Chernov- 2019

## Enlace
- Esta obra contiene una traducción  derivada de «4th Tank Brigade (Ukraine)» de Wikipedia en inglés, publicada por sus editores bajo la Licencia de documentación libre de GNU y la Licencia Creative Commons Atribución-CompartirIgual 4.0 Internacional.